# Joseph Weydemeyer
Joseph Weydemeyer, född 2 februari 1818 i Münster, Preussen, död 26 augusti 1866 i Saint Louis, Missouri, var en preussisk militär och socialist som emigrerade till USA efter sitt deltagande i den misslyckade revolutionen 1848. I USA var han aktiv i början av den amerikanska arbetarrörelsen, var en förespråkare för avskaffandet av rasdiskriminering och för jämställdhet, och blev överstelöjtnant i unionens armé under inbördeskriget.